# Isaäk II Angelos

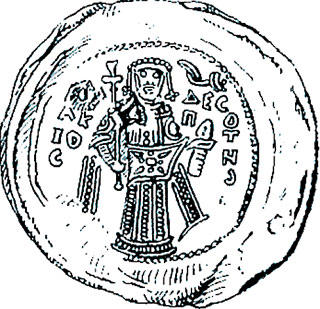
Isaäk II Angelos

Isaäk II Angelos (Grieks: Ἰσαάκιος Β’ Ἄγγελος, Isaakios B' Angelos) (circa 1155 - Constantinopel, 28 januari 1204) was keizer van Byzantium in de jaren 1185-1195 en 1203-1204.
Isaäk was de kleinzoon van Theodora Komnene (een dochter van keizer Alexios I Komnenos) en een zekere Constantijn Angelos van vrij onduidelijke afkomst. Nadat Andronikos wegens zijn schrikbewind door het volk in stukken gereten was, zette de hoge adel Isaäk op de troon.

## Beleid
De corruptie waar Andronikos tevergeefs had tegen opgetreden, kreeg nu de vrije hand. Isaäk verkocht hoge ambten of het marktwaar was en de belastingen werden in de provincies ondragelijk voor het gewone volk.

## Balkan
Hij slaagde erin de opmars van Willem II van Sicilië te stuiten en met  Béla III van Hongarije tekende hij een vredesverdrag. Een nieuwe heerser, Ivan Asen I kwam in opstand en richtte het Tweede Bulgaarse Rijk op.

## Derde Kruistocht
De Derde Kruistocht. Frederik I Barbarossa, Duits keizer kwam over land en verbond zich met Stefan Nemanja, de vorst van de Serven in 1189. Byzantium verbond zich met Saladin die eiste dat de Duitse keizer tegengehouden moest worden. Het kwam zover dat Barbarossa overwoog of hij niet beter Constantinopel kon innemen. Uiteindelijk boog Isaäk voor Frederik en Isaäk hielp de Duitser Anatolië in, waar Barbarossa bij het overtrekken van de Selef verdronk.

## Vierde Kruistocht
In 1195 werd hij plotseling van de troon gestoten. Zijn ogen werden uitgestoken door zijn oudere broer Alexios III en vervolgens werd hij samen met zijn zoon Alexios IV  gevangengezet 1195. Later wist zijn zoon Alexios IV te ontsnappen en riep hij de kruisvaarders te hulp, die hen in 1203 samen op te troon zetten. In januari 1204 verdreef het volk hen echter en werden zij beiden omgebracht.

## Huwelijken en kinderen
Isaäk II's eerste vrouw zou Herina (d.i. Eirene) geweest zijn, een lid geweest zijn van de familie Paleologen.
Zij hadden de volgende kinderen:
- Irena Angela, gehuwd met Rogier III van Sicilië en met Filips van Zwaben,
- Alexios IV Angelos.

Uit zijn tweede huwelijk met Margaretha van Hongarije (1175-1223) (genaamd Maria), had hij 2 zonen:
- Johannes Angelos (1193 - 1259), regeerde over Syrmië en Bač (1227-42), als vazal van Béla IV van Hongarije,
- Emmanuel Angelos (- 1212).